# SN 2002gm
SN 2002gm – supernowa typu Ia odkryta 8 maja 2002 roku w galaktyce A154657+0812. W momencie odkrycia miała maksymalną jasność 22,30m.